# Pepé Le Pew
Pepé Le Pew is een tekenfilmfiguur gecreëerd door Warner Bros. Hij speelt de hoofdrol in enkele korte tekenfilms en strips in de series Looney Tunes en Merrie Melodies. De bedenker van Pepé is Chuck Jones. Pepé ontstond in 1945, hoewel hij toen nog de naam Stinky had. Zijn stem zoals die in de oorspronkelijke tekenfilmpjes is te horen is van stemacteur Mel Blanc.

## Naam
"Pepe" is een roepnaam van de Spaanse naam José. "Le" is het Franse mannelijke bepaalde lidwoord. "Pew" is een Engelstalige uitdrukking van walging in reactie op een nare geur.

## Personage
Pepé is een Frans stinkdier. In de tekenfilms spreekt hij wel Engels, maar met een sterk Frans accent. De tekenfilmpjes spelen zich allemaal af in een lenteachtig Parijs. Pepé is een echte rokkenjager en is enorm ijdel. Hij houdt zich de hele dag bezig met het versieren van vrouwtjesdieren, het liefst stinkdieren zoals hij. Omdat hij geen vrouwtjesstinkdieren kan vinden gaat hij ook achter andere vrouwtjes aan. Ze willen alleen niets van Pepé weten omdat hij zo enorm stinkt en omdat hij veel te opdringerig en vol passie is. Pepé begint geen normaal gesprek, maar begint de vrouwtjesdieren direct te zoenen en te strelen en fluistert dan allemaal romantische cliché-zinnetjes in hun oren.
In elke aflevering ontmoet Pepé een vrouwtje waarvan hij denkt dat het een stinkdier is, maar vaak gaat het dan om een kat die vermomd is als stinkdier. Deze kat heet Penelope.
Penelope vermomt zich vaak als stinkdier om aan haar verzorgers te ontkomen, of er overkomt haar een ongelukje waardoor ze eruitziet als stinkdier. Daarmee wekt ze wel steeds Pepé's interesse.
Penelope is niet gediend van Pepé's avances en rent vaak van hem weg als hij weer te opdringerig is, maar af en toe beantwoordt ze zijn liefde wel. Het opmerkelijke is dat Pepé echt praat en dat Penelope alleen maar kan miauwen.

## Achtergrond
In de tekenfilms wordt een rare mix van Engels en Frans gesproken. De indruk dat de Franse taal wordt gesproken is gecreëerd door voor bijna iedere zin en woord het lidwoord 'le' te plaatsen.
In een van de bekendste Pepé-filmpjes, 'Wild Over You' uit 1955 komt dat duidelijk naar voren. In deze aflevering ontsnapt Penelope, de wilde kat, uit een kooi in de dierentuin en ontkomt ze aan haar verzorgers door zich als stinkdier te vermommen:
"Le wilde poussée escapez-vous!" (Kreet van de verzorger als hij ontdekt dat Penelope's kooi leeg is).
"L'extray! Readez-vous all about it!" (Krantenjongen op straat die bericht over de ontsnapping van Penelope).
" Aha! Le kingsize belle femme skunk!" (Uitspraak van Pepé als hij Penelope ziet vermomd als stinkdier).
Verder hangen er in de dierentuin allemaal verbodsbordjes, zoals niet lopen op het gras ("Keepe le out") en dat je de dieren niet mag aanraken ("No le touch!").

## Trivia
- In maart 2021 schreef New York Times-columnist Charles Blow dat het tekenfilmfiguurtje zou hebben bijgedragen aan de normalisatie van de verkrachtingscultuur.[1] (Ook eerder was al soortgelijke kritiek op het personage geuit.) Naar aanleiding hiervan besloot Warner Bros. Pepé Le Pew uit de film Space Jam: A New Legacy te knippen en ook liet de studio weten het personage voorlopig niet meer te gebruiken.[2]